# Templo de Apolo Delfinio
El Templo de Apolo Delfinio o Delfinio (en griego antiguo: Δελφίνιον, romanizado: Delfinion,  fue un templo griego dedicado a Apolo Delfinio y Artemisa Delfinia en la Antigua Grecia en el río Iliso en la Antigua Atenas,  Grecia.

## Historia
El Delfinión fue construido en el período clásico alrededor del 450 a. C., pero es posible que existiera un santuario anterior construido en el período arcaico o ya en la período micénico. En la mitología griega, se consideraba que el emplazamiento del templo coincidía con el del palacio de Egeo, quien reconoció como hijo suyo a Teseo, que había regresado a Atenas desde Trecene. El origen del templo también se atribuyó a Egeo.Según Pausanias , estaba en construcción cuando regresó Teseo. El Delfinión iba acompañado de un festival de Delfinias, con una procesión que terminaba en el templo.
El Delfinio era un tribunal de justicia que se ocupaba de los casos de asesinato en los que el acusado consideraba justificado el homicidio o alegaba que había sido en su perjuicio. También era el lugar donde se tomaban los juramentos para conceder la ciudadanía de Atenas. El edificio del tribunal se construyó en la época arcaica, alrededor del año 500 a. C. En la mitología, sus orígenes se atribuyeron a Teseo, que habría sido absuelto por el tribunal bien por matar a los traviesos Esciros y Procusto en el istmo de Corinto en su camino de regreso a casa, bien por matar a los Palántidas, o por ambas cosas.
El templo y el tribunal fueron demolidos junto con los demás edificios de la zona hacia 258, cuando el emperador Valeriano construyó una muralla en la zona por temor a los ataques de los godos y los hérulos. Las excavaciones arqueológicas de la zona se llevaron a cabo en las décadas de 1950 y 1960.

## Edificios y hallazgos
El templo de Delfinión estaba situado cerca del Templo de Zeus Olímpico , en su lado sur. Era de estilo dórico y era un templo períptero
dístilo in antis en cada extremo. Los cimientos del templo medían unos 15 x 33 m y tenían seis columnas en los lados cortos y 13 en los largos. El templo estaba construido con piedra caliza porosa y decorado con adornos de mármol metopas, frontón y acroterion y tejas. Al parecer, no estaba pintado.
El edificio del tribunal se encuentra inmediatamente al suroeste del templo. Era más pequeño que el templo y constaba de tres salas. Sus suelos estaban decorados con mosaicos de guijarros del periodo clásico tardío o helenístico temprano.
Cerca del templo había un altar dedicado a Apolo Pitio, erigido por el tirano Pisístrato hacia 522-521 a .C. Al sur del templo se encontraba el Panhelenión y al este el Templo de Cronos y Rea.